# Santa Izabel do Pará
Santa Izabel do Pará è un comune del Brasile nello Stato del Pará, parte della mesoregione Metropolitana de Belém e della microregione di Castanhal.